# 霍格艾 (阿肯色州)
霍格艾（英語：Hogeye）是位於美國阿肯色州華盛頓縣的一個非建制地區。該地的面積和人口皆未知。

## 地理
霍格艾的座標為35°55′13″N 94°16′04″W / 35.92028°N 94.26778°W，而該地的平均海拔高度為379米（即1243英尺）。